# Sinter

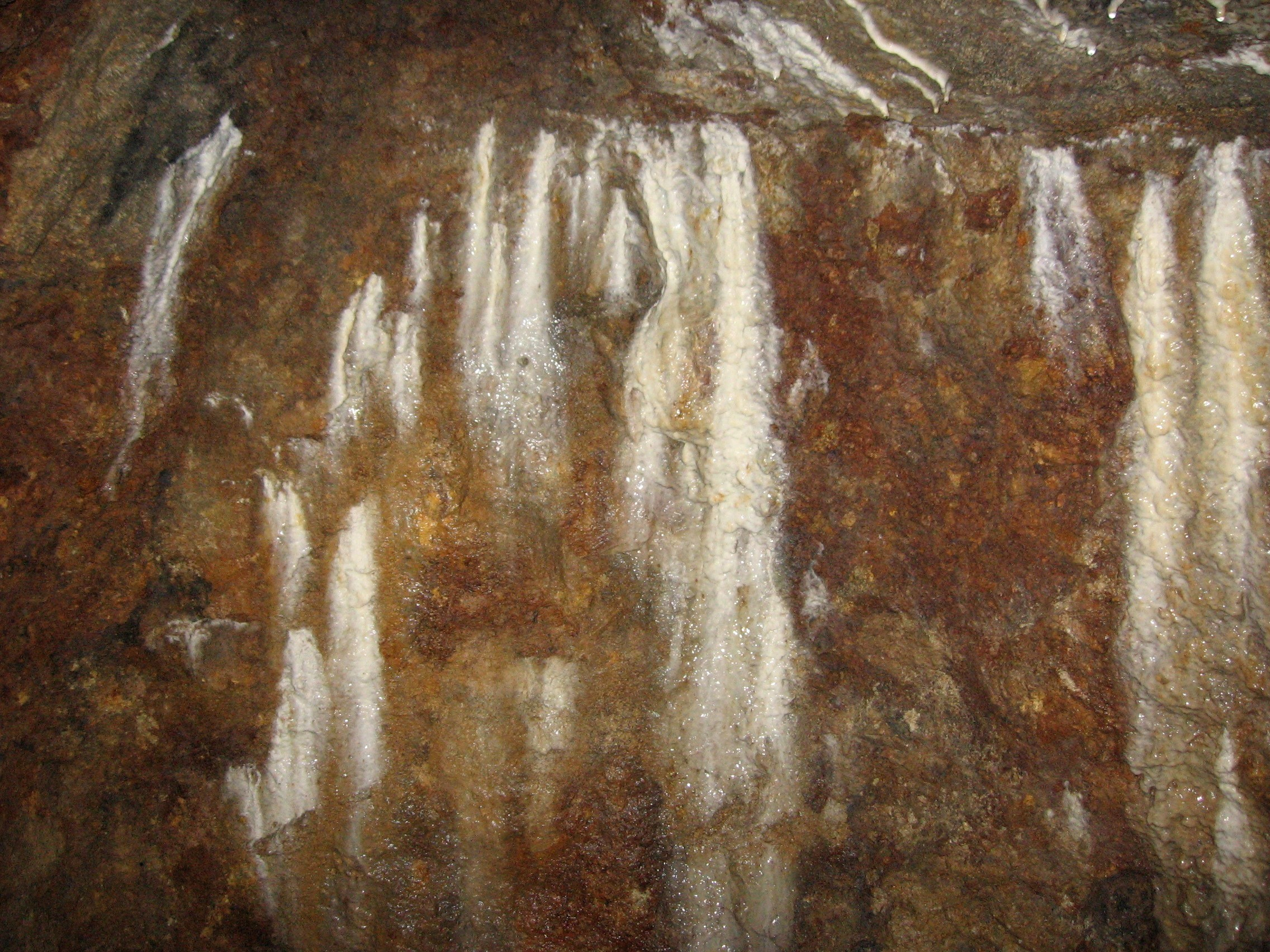
Witte kalksinter

Sinter is het product dat ontstaat uit het samenbakken van fijne ertsen, smeltmiddelen (kalksteen en duniet) en recuperatiestoffen. Sinter moet niet worden verward met kalksinter, een sedimentair gesteente dat op een totaal andere wijze ontstaat.

## Doel
Sinter is een voorbereiding van de ertshoudende lading van een hoogoven bijvoorbeeld met het Dwight-Lloyd-proces. Door het samenbakken agglomereren de ertsen en smeltmiddelen, waardoor de permeabiliteit van de hoogovenlading verbetert. Dit verbetert op zijn beurt de hoogovengang, want het contact tussen vaste en gasvormige stoffen wordt beter, waardoor de benodigde hoeveelheid cokes daalt en de reductiegraad stijgt.

## Sinterproces
Een kortstondige verbranding van fijne cokes die homogeen in het te sinteren mengsel vermengd zit warmt de materie op tot 1300-1400°C. Daardoor wordt een slak gevormd die de materiekorrels aan elkaar doet kitten tijdens de afkoeling. Door breken en zeven verkrijgt men daarna de gepaste stukgrootte.